# Aquouass Briech
Aquouass Briech  (in arabo أقواس برييش‎?) è un centro abitato e comune rurale del Marocco situato nella prefettura di Tangeri-Assila, regione di Tangeri-Tetouan-Al Hoceima. Conta una popolazione di 4 993 abitanti (censimento 2014).